# Novoselci (Sunja)
Novoselci is een plaats in de gemeente Sunja in de Kroatische provincie Sisak-Moslavina. De plaats telt 30 inwoners (2001).